# Comarca del Caudal
La comarca del Caudal es una de las ocho comarcas funcionales o áreas de planificación territorial en que está dividido el Principado de Asturias a efectos de homogeneización espacial de los datos procedentes de los concejos en las estadísticas regionales. Comprende los concejos de:
- Aller.
- Lena.
- Mieres.

Aunque el Estatuto de Autonomía de Asturias prevé la división del territorio asturiano en comarcas, estas no han sido desarrolladas oficialmente todavía.
- Datos: Q1051451
- Multimedia: Comarca del Caudal / Q1051451